# Summacanthium storki
Summacanthium storki är en spindelart som beskrevs av Christa L. Deeleman-Reinhold 200. Summacanthium storki ingår i släktet Summacanthium och familjen sporrspindlar.
Artens utbredningsområde är Sulawesi. Inga underarter finns listade i Catalogue of Life.